# Albert Ramon
Albert Ramon, né le 1er novembre 1920 à Bruges et mort le 21 mars 1993 à Eeklo, est un coureur cycliste belge. Professionnel de 1941 à 1951, il a gagné le Tour de Belgique en 1946, Paris-Tours en 1949, le  championnat de Belgique sur route en 1950. Lors d'une course de kermesse à Waarschoot en 1951, il est renversé par une voiture. Cet accident le laisse paralysé des deux jambes.

## Palmarès
- 1941
  - 2e du Circuit du Limbourg
- 1946
  - Tour de Belgique
  - 3e Circuit du Houtland-Torhout
  - 3e du Grand Prix Beeckman-De Caluwé
- 1947
  - Prix national de clôture
  - 2e du Tour de Belgique
  - 3e Circuit du Houtland-Torhout
  - 3e du GP Prior
- 1948
  - 2e du Tour des Flandres
  - 2e de Gand-Wevelgem
  - 2e de Bruxelles-Moorslede
- 1949
  - Paris-Tours
  - Bruxelles-Namur-Bruxelles
  - 2e du Circuit du Houtland
  - 2e du Circuit des monts du sud-ouest
- 1950
  -  Champion de Belgique sur route
  - Grand Prix Beeckman-De Caluwé
  - 2e de la Coupe Sels
  - 3e des Six jours de Bruxelles
  - 3e de la Gullegem Koerse
  - 6e du championnat du monde sur route
- 1951
  - Circuit des Trois Provinces (Avelgem)
  - 2e du Tour de Flandre Occidentale
  - 2e de Mandel-Lys-Escaut
  - 3e Circuit du Houtland-Torhout